# باسكارا الأول
باسكارا ( ق. 600– ق. 680 ) (المعروف باسم باسكارا الأول لتجنب الخلط بينه وبين عالم الرياضيات باسكارا الثاني الذي عاش في القرن الثاني عشر) هو عالم رياضيات وفلك هندي من القرن السابع كان أول من كتب الأعداد في النظام العشري الهندي العربي بدائرة للصفر، والذي قدم تقريبًا كسريًّا فريدًا ومميزًا لدالة الجيب في شرحه لعمل أريابهاتا. هذا الشرح، Āryabhaṭīyabhāya، المكتوب عام 629 م، هو من بين أقدم الأعمال النثرية المعروفة باللغة السنسكريتية في الرياضيات وعلم الفلك. كما كتب عملين فلكيين في خط مدرسة أريابهاتا: Mahābhāskarīya ("كتاب باسكارا الكبير") و Laghubhāskarīya ("كتاب باسكارا الصغير"). 
في 7 يونيو 1979، أطلقت منظمة أبحاث الفضاء الهندية القمر الصناعي باسكارا الأول [الإنجليزية]، الذي سمي تيمنًا بعالم الرياضيات.